# IC 3409
IC 3409 ist eine Balken-Spiralgalaxie mit aktivem Galaxienkern vom Hubble-Typ SB(rs)b? im Sternbild Coma Berenices am Nordsternhimmel. Sie ist 773 Mio. Lichtjahre von der Milchstraße entfernt und hat einen Durchmesser von etwa 160.000 Lj.

Im selben Himmelsareal befinden sich u. a. die Galaxien IC 3392, IC 3419, IC 3422, IC 3435.
Das Objekt wurde am 7. Mai 1904 von Royal Harwood Frost entdeckt.